# Julia Scheeres

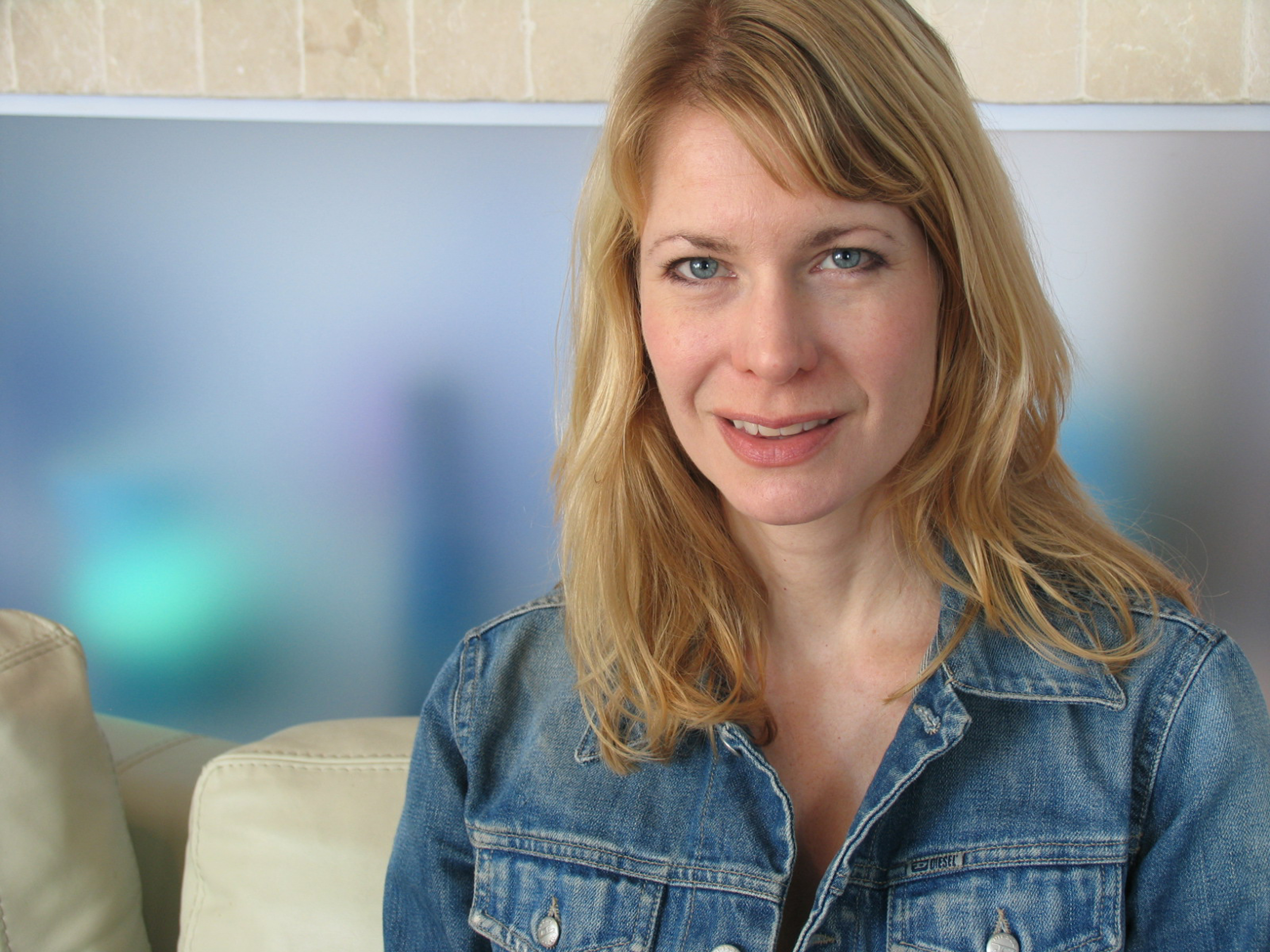
Julia Scheeres i september 2005.

Julia Scheeres, född 12 februari 1967 i Lafayette i Indiana, är en amerikansk författare och journalist. Hon är kanske mest känd för sin genombrottsroman Jesusland från 2005. Boken översattes till svenska 2007 och gavs ut på Ordfront förlag.

## Verk översatta till svenska
- 2007 - Jesusland